# Caponina longipes
Caponina longipes là một loài nhện trong họ Caponiidae.
Loài này thuộc chi Caponina. Caponina longipes được Eugène Simon miêu tả năm 1893.